# Арга (міфологія)
Арга (дав.-гр. Ἄργη) — персонаж давньогрецької міфології, мисливиця, дочка Зевса і Гери.
Вона була вправною мисливицею, улюбленицею свого батька. Одного разу під час полювання вона в запалі вигукнула: «Навіть якщо олень біжить швидше ніж сонце, я наздожену його!». Цим вона розлютила бога Сонця Геліоса, який перетворив її на самицю оленя, яку наздогнали і роздерли собаки.